# Neopealius rubi
Neopealius rubi är en insektsart som beskrevs av Takahashi 1954. Neopealius rubi ingår i släktet Neopealius, och familjen mjöllöss. Arten har ej påträffats i Sverige.